# Березина (Унечский район)
Березина — деревня в Унечском районе Брянской области. Административный центр Березинского сельского поселения.
До 1964 года носила так же название Зарюховская буда или Зарбуда.
Радом с деревней протекает река Гатоновка.

## История
Первые упоминания о Березине встречались еще в документах XVIII века, когда она входила в приход села Рюхова. До этого момента, первые следы пребывания человека на землях поселения, как выяснили археологи,  относятся к периоду каменного века. Изначально находилась в владении Стародубского магистрата, затем во владении Миклашевских. В основное население не входили представители казачества. Входила в Новоместную сотню Стародубского полка до 1781 года, с 1782 года стала относится к Стародубскому уезду (1861-1929 состояла в составе  Лыщичской волости), а с 1929 года находится в административном управлении в Унечском районе.
В 1964 году указом Президиума Верховного Совета РСФСР деревня Зарюхова Буда переименована в Березину.

## Население
| 2005 | 2010 | 2013 |
| ---- | ---- | ---- |
| 487  | ↘476 | →476 |

## Улицы
- ул. Будённого,
- ул. Молодёжная,
- ул. Новая,
- ул. Садовая,
- пер. Садовый.

## Известные уроженцы
- Дудко, Дмитрий Сергеевич (1922—2004) — протоиерей Русской православной церкви.